# Algarve-Rundfahrt 2007
Die 33. Algarve-Rundfahrt fand vom 21. bis 25. Februar 2007 statt. Das Radrennen wurde in fünf Etappen über eine Distanz von 940,4 Kilometern ausgetragen.

## Etappen
| Etappe    | Tag         | Start – Ziel                       | km    | Etappensieger       | Führender           |
| --------- | ----------- | ---------------------------------- | ----- | ------------------- | ------------------- |
| 1. Etappe | 21. Februar | Albufeira – Faro                   | 191,3 | Gert Steegmans      | Gert Steegmans      |
| 2. Etappe | 22. Februar | Castro Marim – Tavira              | 177   | Bernhard Eisel      | Gert Steegmans      |
| 3. Etappe | 23. Februar | Lagoa – Lagos                      | 208,3 | Alessandro Petacchi | Bernhard Eisel      |
| 4. Etappe | 24. Februar | Vila Real de Santo António – Loulé | 178,2 | Alessandro Petacchi | Alessandro Petacchi |
| 5. Etappe | 25. Februar | Vila Do Bispo – Portimão           | 185,6 | Alessandro Petacchi | Alessandro Petacchi |